# Астротрејн
Астротрејн је измишљени лик из популарне цртане серије Трансформерси.

## Трансформерси: Генерација 1
Астротрејн је троструки претварач чији су алтернативни облици парна локомотива и Спејс Шатл. 
У Марвеловим и Дримвејвовим стриповима воли да користи оба своја алтернативна облика да би унео конфузију у редове противника.

## Анимирана серија
Астротрејн се први пут појавио у другој сезони серије и био је део Мегатронових снага на Земљи.  Мада уобичајено секундаран лик, у две епизоде имао је битнију улогу.  У епизоди "Triple Take-Over", он и Блицвинг замрзли су Мегатрона и Старскрима и привремено преузели вођство над Десептиконима. Друга од те две епизоде је "God Gambit" у којој је на Сатурновом месецу Титану, заједно са Старскримом и Трастом, открио енергетски извор и натерао становнике Титана да га поштују као бога.
Као што је случај са многим Трансформерсима у анимираној серији, Астротрејнова величина је изразито варирала.  Његова примарна функција је била транспорт Десептикона, било у облику шатла, било у облику локомотиве; ипак, у облику робота није био већи од просечног Трансформерса.
Појавио се у филму Трансформерси и учествовао је у бици у Аутоботском граду. Касније је преносио остале Десептиконе на Сајбертрон, али није био довољно јак да их све преноси. Преживео је филм и повремено се појављивао у трећој сезони серије. Касније се појавио и у јапанском серијалу „Хедмастерс“.
Глумац који му је дао глас се зове Џек Ејнџел.